# Cinara neubergi
Cinara neubergi är en insektsart. Cinara neubergi ingår i släktet Cinara och familjen långrörsbladlöss. Inga underarter finns listade i Catalogue of Life.